# Lothar von Kübel

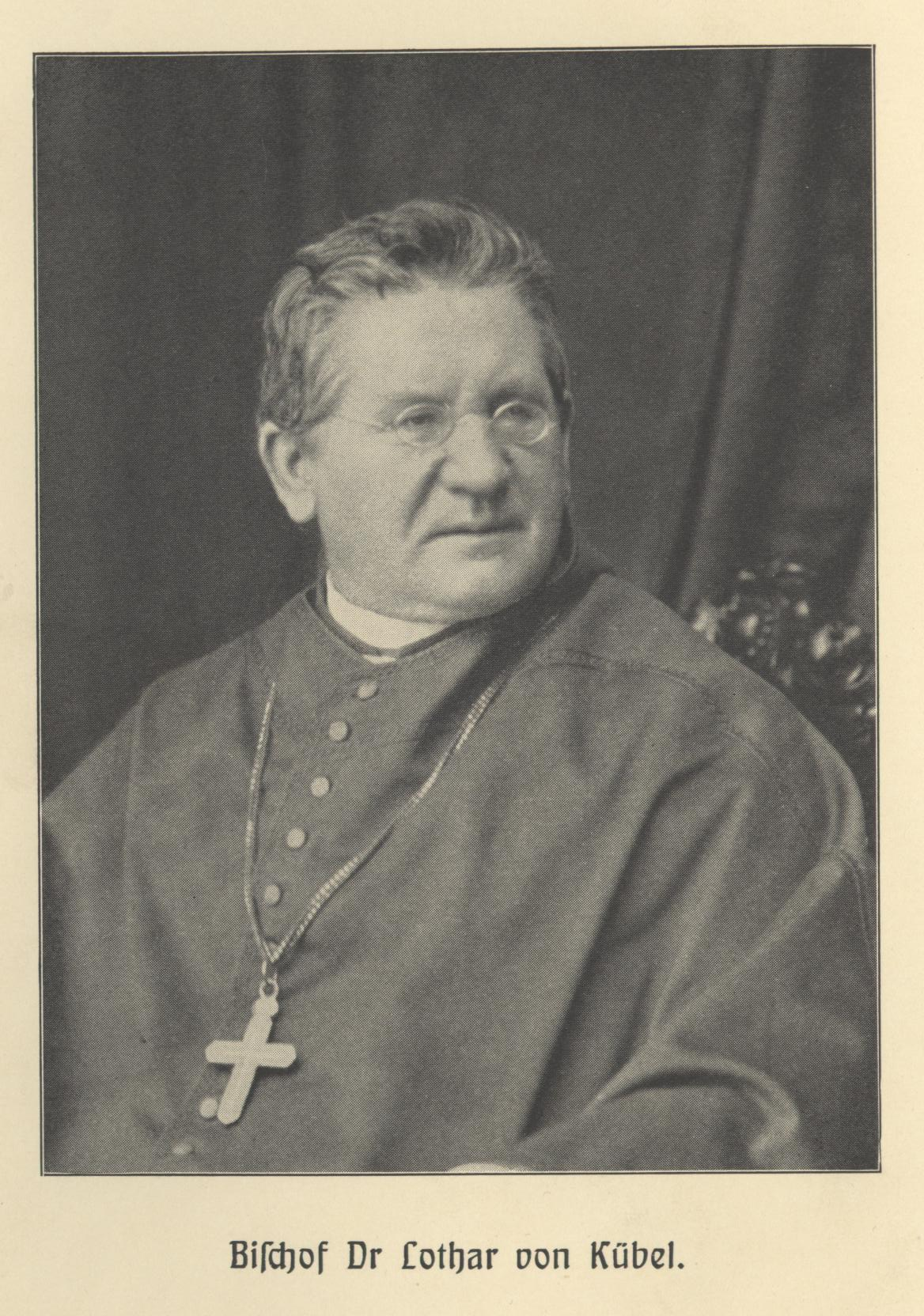
Bischof Lothar von Kübel

Lothar Kübel, seit 1870 von Kübel, (* 22. April 1823 in Sinzheim; † 3. August 1881 in St. Peter im Schwarzwald) war Weihbischof und Erzbistumsverweser in Freiburg im Breisgau.

## Leben
Er wuchs als Jüngster von sechs Kindern in einer einfachen Bauernfamilie auf. Als überdurchschnittlich begabter Schüler durfte er das Gymnasium in Rastatt besuchen, wo er Mitglied der Pennäler-Verbindung Markomannia 1824 war. Ab 1843 studierte er Katholische Theologie in Freiburg und München. Erzbischof Hermann von Vicari spendete ihm am 17. August 1847 die Priesterweihe. Nach wenigen Vikarsstationen (Donaueschingen, Bonndorf, Freiburg) wurde er im Dezember 1848 als Repetitor an das Collegium Theologicum berufen. Ab 1854 war er im Bischöflichen Ordinariat für Schulfragen zuständig, einem der Streitpunkte mit der Großherzoglichen Regierung in Karlsruhe. Als das bislang Großherzogliche Collegium Theologicum in ein Erzbischöfliches Konvikt umgewandelt werden konnte, wurde er dessen Leiter.
Kübel wurde am 20. November 1867 zum Domdekan und Generalvikar ernannt und schließlich am 22. März 1868 vom Mainzer Bischof Wilhelm Emmanuel von Ketteler zum Weihbischof und Titularbischof von Leuce geweiht.
Nach dem Tod von Erzbischof von Vicari am 14. April 1868 wählte ihn das Domkapitel zum Erzbistumsverweser. Mit der Regierung in Karlsruhe konnte aber keine Einigung über einen Nachfolger erzielt werden. So verblieb Kübel bis zu seinem Tod in diesem Amt. Er setzte die kirchenpolitische Linie seines Vorgängers im Wesentlichen fort.

## Badischer Kulturkampf

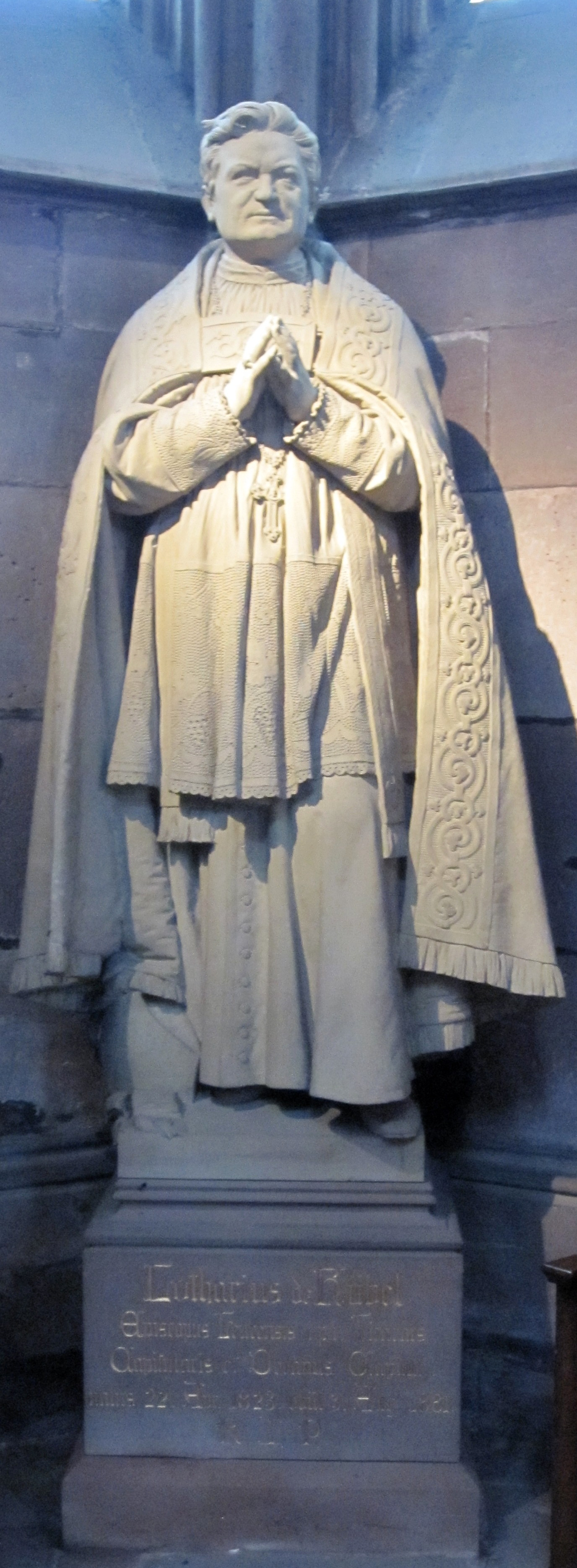
Standbild im Freiburger Münster von Joseph Franz Baumeister

Der schon vorher bestehende Konflikt mit der badischen Regierung wegen deren Vorstellungen eines Staatskirchentums wurde durch die Idee einer Staatskirchenhoheit weiter verschärft. Die Auseinandersetzungen von 1866 bis 1876 wurden durch Innenminister Julius Jolly geprägt. Durch die von ihm betriebene Trennung von kirchlichen und staatlichen Angelegenheiten nahm er mit dem badischen Kulturkampf den preußischen Kulturkampf vorweg. Es ging vornehmlich um die Verdrängung der Kirche aus der Volksschule, die Einführung des obligatorischen Staatsexamens für die Theologiestudenten sowie die Beurkundung von Geburt, Ehe und Tod durch die Standesämter statt durch die Kirche. Mit dem 1. Februar 1870 wurde trotz Kübels Intervention die Zivilehe gesetzlich vorgeschrieben. Außerdem setzte man staatlicherseits alles daran, die kirchlichen Stiftungen im sozial-karitativen Bereich und der Krankenpflege der Kirche zu entziehen und lediglich solche mit ausschließlich religiösen Zwecken gelten zu lassen.
Durch Hirtenbriefe versuchte Kübel die badischen Katholiken für seine Sicht der Dinge zu gewinnen. Als der liberal gesinnte katholische Bürgermeister Michael Stromeyer von Konstanz, der als Erster die Zusammenlegung der konfessionell getrennten Volksschulen in einer badischen Gemeinde durchgesetzt hatte, in der Stiftungsfrage trotz wiederholten Mahnens den Anordnungen der Kirchenbehörde nicht Folge leistete, exkommunizierte ihn die Freiburger Kurie. Beim anschließenden Prozess wurde Kübel wegen Missbrauchs des geistlichen Amts verurteilt. Das Stiftungsgesetz wurde am 5. Mai 1870 veröffentlicht und bescherte der katholischen Kirche erhebliche materielle Verluste. Von 1874 bis 1889 blieb zudem das Theologenkonvikt in Freiburg geschlossen.
Nach dem Ersten Vatikanischen Konzil, an dem Kübel wegen der schwierigen kirchenpolitischen Lage nicht teilgenommen hatte, verschärften sich nochmals die Auseinandersetzungen mit der badischen Regierung wegen des badischen Altkatholikengesetzes, wonach den altkatholischen Gemeinschaften die Benutzung von Gotteshäusern, der Besitz von Pfründen und das kirchliche Ortsvermögen übertragen wurde. 1873 und 74 gingen den katholischen Gemeinden eine Reihe von Kirchen und Kapellen mit einem Teil der Pfründe an die von der Großherzoglichen Regierung favorisierten Altkatholiken verloren.
Im Übrigen pflegte von Kübel die Taktik des passiven Widerstands. In der Folge blieben bis zu 400 Priesterstellen unbesetzt. Angesichts dieses unerträglichen pastoralen Notstands und wegen der Sorge einer möglichen sozio-politischen Instabilität im Großherzogtum suchte die Regierung seit 1878 eine Verständigung mit dem Kapitularvikar. Die anschließenden Verhandlungen zogen sich lange hin und stellten den früheren kirchenpolitischen Status keineswegs wieder her. Gleichwohl brachte das Gesetz vom 5. März 1880 einen teilweisen Abbau der badischen Kulturkampfgesetzgebung und insbesondere einen Kompromiss in der Frage der Klerusvorbildung. Dadurch war es möglich, die vakanten geistlichen Stellen wieder zu besetzen.
Während man im Großherzogtum Baden Kübel auch strafrechtlich verfolgte, wurde er doch sonst sehr geschätzt. Nachdem er am 29. Dezember 1869 den Tübinger Konzilien- und Kirchenhistoriker Karl Joseph von Hefele zum Bischof von Rottenburg geweiht hatte, wurde er 1870 mit der Verleihung des Kommenturkreuzes des Ordens der Württembergischen Krone durch König Karl von Württemberg in den persönlichen Adelsstand erhoben. Im Kulturkampf konnte er wenig für den inneren Aufbau der Erzdiözese tun, da ihm Ordensleute und jüngere Priester fehlten. Er versuchte dies durch zahlreiche Firmreisen in die 836 Pfarreien auszugleichen. Sie dienten ihm dazu, den Zusammenhalt der Gläubigen untereinander zu festigen sowie dem kirchenfeindlichen Geist und der zunehmenden Entchristlichung des Lebens entgegenzuwirken.
Mitte Juni 1881 erlitt Kübel einen leichten Schlaganfall, von dem er sich nicht mehr erholte. Anfang August 1881 starb er in St. Peter, wohin er sich zur Erholung zurückgezogen hatte. Seine letzte Ruhestätte fand er im Freiburger Münster, wo ihm 1888 von Joseph Franz Baumeister ein Denkmal gesetzt wurde.

## Nachwirkung
Die Gemeinde Sinzheim hat die Real- und Hauptschule sowie eine Straße nach Lothar von Kübel benannt.